# مارك فيكتور
مارك فيكتور (بالإنجليزية: Mark Victor)‏ هو منتج أفلام وكاتب سيناريو أمريكي، (و. 1900  م).

## وصلات خارجية
- مارك فيكتور على موقع IMDb (الإنجليزية)
- مارك فيكتور على موقع ألو سيني (الفرنسية)
- مارك فيكتور على موقع أول موفي (الإنجليزية)
- مارك فيكتور على موقع قاعدة بيانات الأفلام السويدية (السويدية)
- مارك فيكتور على موقع قاعدة بيانات الفيلم (الإنجليزية)
- مارك فيكتور على موقع كينوبويسك (الروسية)